# Plays Metallica By Four Cellos
Plays Metallica By Four Cellos prvi je album čelo metal sastava Apocalyptica. Album je obrada Metallice izdan 1996. godine. 

## Lista pjesama
1. "Enter Sandman" - 3:42
2. "Master of Puppets" - 7:17
3. "Harvester of Sorrow" - 6:15
4. "The Unforgiven" - 5:23
5. "Sad But True" - 4:48
6. "Creeping Death" - 5:08
7. "Wherever I May Roam" - 6:10
8. "Welcome Home (Sanitarium)" - 5:52